# Okumi
Okumi (en georgiano: ოქუმი; en megreliano: ოქუმ, romanizado: Okum) o Uakum (en abjasio: Уақәым, romanizado: Uakum) es un pueblo que pertenece a la parcialmente reconocida República de Abjasia, dentro del distrito de Tkvarcheli, aunque de iure es parte del municipio de Gali de la República Autónoma de Abjasia de Georgia.

## Geografía
El pueblo se encuentra en el margen derecho del río Okumi, a 25 km de Gali. 
Hasta 1994 formó parte del distrito de Gali, hasta que se creó el distrito de Tkvarcheli por las autoridades abjasias. Limita con los pueblos de Chjortoli en el norte, Tsarche en el oeste; Pirveli Gali, Mujuri y Gumurishi en el sur. Las aldeas de Agvavera  y Sabuliskerio están bajo la administración del pueblo.

## Historia
En el siglo XIX, tras la adhesión de Mingrelia y el resto de Georgia al Imperio ruso en 1810, Okumi fue el centro administrativo del Samurzakán ruso, llamándose temporalmente distrito de Okumi de 1866 a 1868. En el pueblo de Okumi se abrió la primera escuela de toda Abjasia en 1851, donde iban a estudiar niños de todo Samurzakán y las regiones adyacentes de Abjasia. El pueblo fue visitado a finales del siglo XIX por la escritora y viajera belga Carla Serena, quien lo describió así: 
“Es un placer ver el pueblo de Okum sobre el río, que tiene el mismo nombre y es el centro administrativo centro de toda la región. En mayo de 1876 había tres mil almas vivientes, la mayoría de las cuales pertenecían a príncipes o nobles, y poseían excelentes tierras, pero en su propio perjuicio no sabían cómo usarlas adecuadamente. El maíz y algo de trigo en alguna parte, repito, estos son los únicos productos de este suelo bien humedecido que, con el cuidado adecuado, pueden proporcionar una gran cantidad de riqueza. La propiedad de los campesinos locales es el ganado. Mirando sus rebaños de pastoreo, recuerdo a pastores bíblicos de los que no se diferencian mucho. Las cabras y las ovejas están constantemente vigiladas, mientras que los caballos, las vacas y los búfalos deambulan libremente, por lo que se convierten en víctimas frecuentes de robos... También hay una hermosa iglesia en Okumi, que atiende a dos clérigos, uno ruso y otro georgiano. Este último dirige todas las iglesias de Samurzakan, cuyos fundadores, así como todas las escuelas, son una comunidad con sede en Tbilisi. También hay un mercado en el pueblo, donde la mayoría de los vendedores son megrelianos. Samurzakanci no se dedica en absoluto a la artesanía aquí. El panadero y el cerrajero locales son griegos. Okum es una obra de arte en Rusia. Los príncipes locales de la familia Servashidze tienen su sede en Nabakeva, a orillas del río Ingur, entre Ocarce y la desembocadura del río".
A fines del siglo XIX, Samurzakán se dividió en dos zonas lingüísticas: el abjasio permaneció en las zonas montañosas mientras y el mingreliano permaneció en las tierras bajas. Okumi pertenecía a una zona estrecha donde se mezclaban las dos lenguas. Efem Eshba, un bolchevique abjasio, mencionó a Okumi en la década de 1930, recomendando que Okumi fuera transferido el distrito de Ochamchira (con mayor población abjasia), pero finalmente permaneció en el distrito de Gali (a diferencia de sus vecinos del norte Bedia, Reka, Chjortoli). La población abjasia local se convirtió rápidamente en georgiana y, poco después, solo la generación más antigua de personas usaba el abjasio. A principios del siglo XX se transfirió el centro administrativo a Gali ya que, a diferencia de Okumi, estaba atravesada por una carretera principal.
Durante la guerra de Abjasia (1992-1993), el pueblo estuvo controlado por unidades del gobierno de Georgia hasta el final de la guerra. La gran mayoría de su gente había huido de Abjasia, y a pesar de que un número significativo de refugiados ya había regresado en 1994, la población disminuyó considerablemente en comparación con la situación anterior a la guerra.
Tras la guerra, Okumi (rebautizado como Uakum) fue transferido al distrito de Tkvarcheli recién formado después de una reforma administrativa. Según los acuerdos de Moscú de 1994, Uakum se integró en la zona de seguridad de las Naciones Unidas donde la seguridad de las fuerzas de paz de la CEI se ocupaba de la seguridad dentro de la Misión UNOMIG. Las fuerzas de paz de Abjasia abandonaron Abjasia después de que Rusia reconoció la independencia de Abjasia en 2008.

## Demografía
La evolución demográfica de Okumi entre 1886 y 2011 fue la siguiente:
| 2619                                                | 2208 | 3216 | 3514 | 2239 |
| (Fuente: Population of Abkhazia since Soviet times) |      |      |      |      |

Okumi llegó a un máximo de población en 1989, como la mayoría de ciudades de Abjasia, con más de 3514 personas. Según el censo de 2011, la población de Okumi sigue siendo inmensamente mayoritaria de georgianos, como tradicionalmente ha sido en el pueblo. Según el censo de 1926, 2/3 de los habitantes de Okumi estaban registrados como georgianos y el resto como abjasios. Sin embargo, solo el 5,4% de los habitantes de Okumi indicaron el idioma abjasio como su idioma nativo, mientras que el mingreliano era su idioma nativo para el resto de los ciudadanos.
|              | 2011      | 2011       |
| Grupo étnico | Población | Porcentaje |
| ------------ | --------- | ---------- |
| Georgianos   | 2201      | 98,3%      |
| Abjasios     | 26        | 1,2%       |
| Rusos        | 4         | 0,2%       |
| Total        | 2239      | 100%       |

## Infraestructura

### Arquitectura y monumentos
El pueblo conserva las ruinas de una antigua iglesia ortodoxa, la iglesia de Okumi, construida a finales del reinado de Bagrat III de Georgia (siglo XI) y reconstruida en el siglo XIX. Se le ha otorgado el estatus de monumento del patrimonio cultural de Georgia.

## Personas destacadas
- Akaki Chjenkeli (1874-1959): ministro de exteriores de la República Democrática Federal de Transcaucasia primero y la República Democrática de Georgia después.
- Vazha Zarandia (1932): primer ministro de Abjasia entre mayo de 1992 y diciembre de 1993.